# 499 Venusia
499 Venusia
499 Venusia là một tiểu hành tinh ở vành đai chính. Nó được Max Wolf phát hiện ngày 24.12.1902 ở Heidelberg, và được đặt tên là Venusia, tên tiếng Latinh khác của đảo Ven (hoặc Hven) của Thụy Điển, nơi có 2 đài thiên văn do Tycho Brahe lập ra.